# Station Haren (België)
Station Haren is een spoorweghalte langs spoorlijn 26 (Schaarbeek - Halle) in de deelgemeente Haren aan de noordkant van de Belgische hoofdstad Brussel. Het station Haren vormt niet het belangrijkste station voor het dorp. Het is pas sinds enkele decennia dat dit station gewoon Haren heet, voordien was dit een goederenstation Haren-Linde. Het is een station zonder loketten.
Voor de opening van het station als reizigersstation in 1978 werd het station voornamelijk gebruikt om witloof naar talrijke Europese landen verzonden worden. Om deze reden werd het station in die tijd ook wel het witloofstation genoemd.
In maart 2018 werd een nieuwe passerelle over de sporen aangelegd. Sindsdien is het makkelijker om vanaf station Haren het station Haren-Zuid te bereiken, dat minder dan 200 meter verderop ligt.

## Treindienst
| Serie | Treinsoort | Route                                                                                 | Bijzonderheden |
| ----- | ---------- | ------------------------------------------------------------------------------------- | --- |
| S 5   | GEN (NMBS) | [ Geraardsbergen – ] Edingen – Halle – Brussel-Schuman – Haren – Vilvoorde – Mechelen | Rijdt in de spits van/naar Geraardsbergen. Rijdt in het weekend tussen Halle en Mechelen. Rijdt tijdens de vakantieperiode 1x/u enkel tussen Halle en Mechelen. |
| S 7   | GEN (NMBS) | Halle – Merode – Haren – Vilvoorde                                                    | Rijdt alleen op werkdagen. |

## Galerij

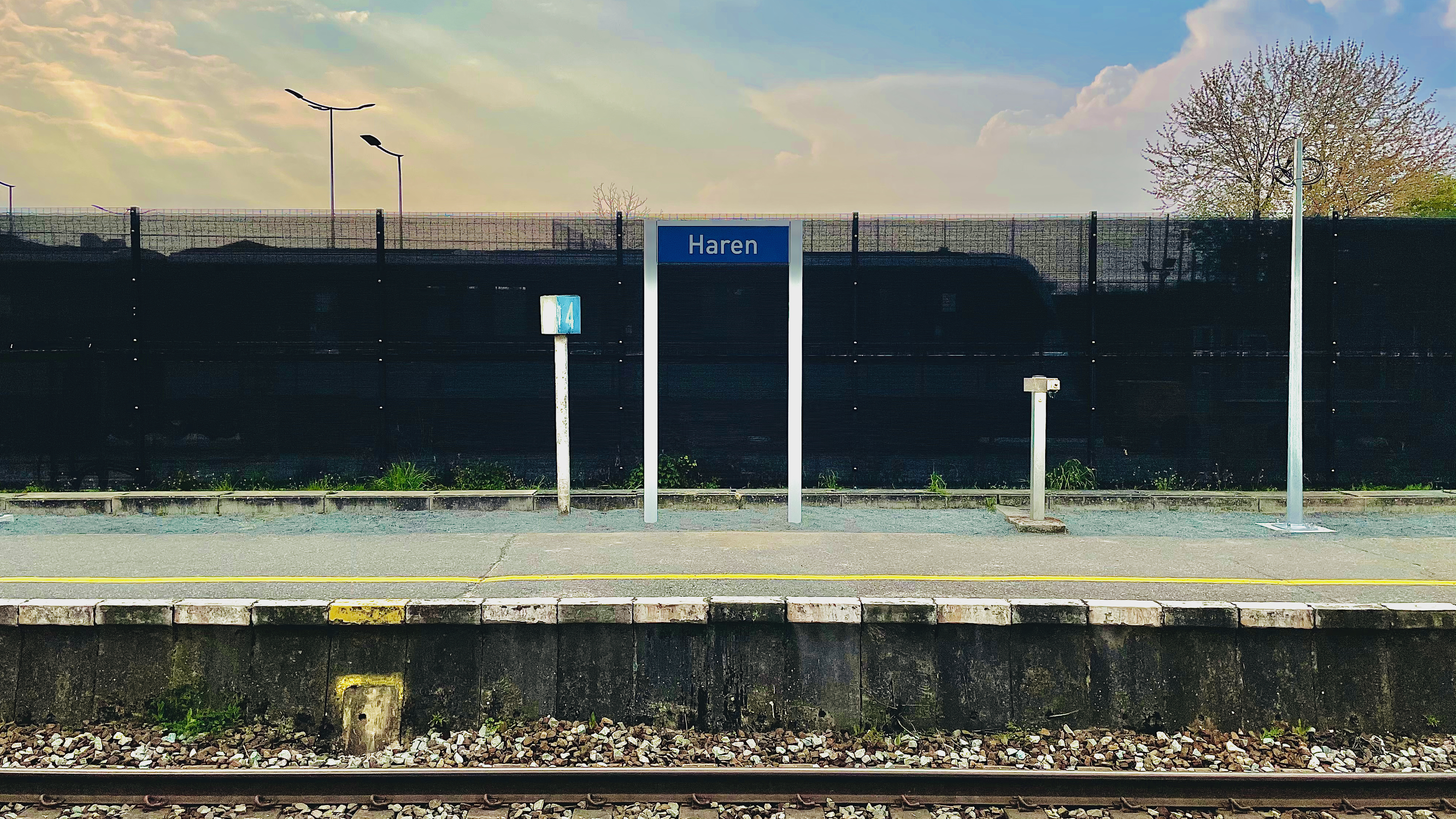
Naambord op een perron
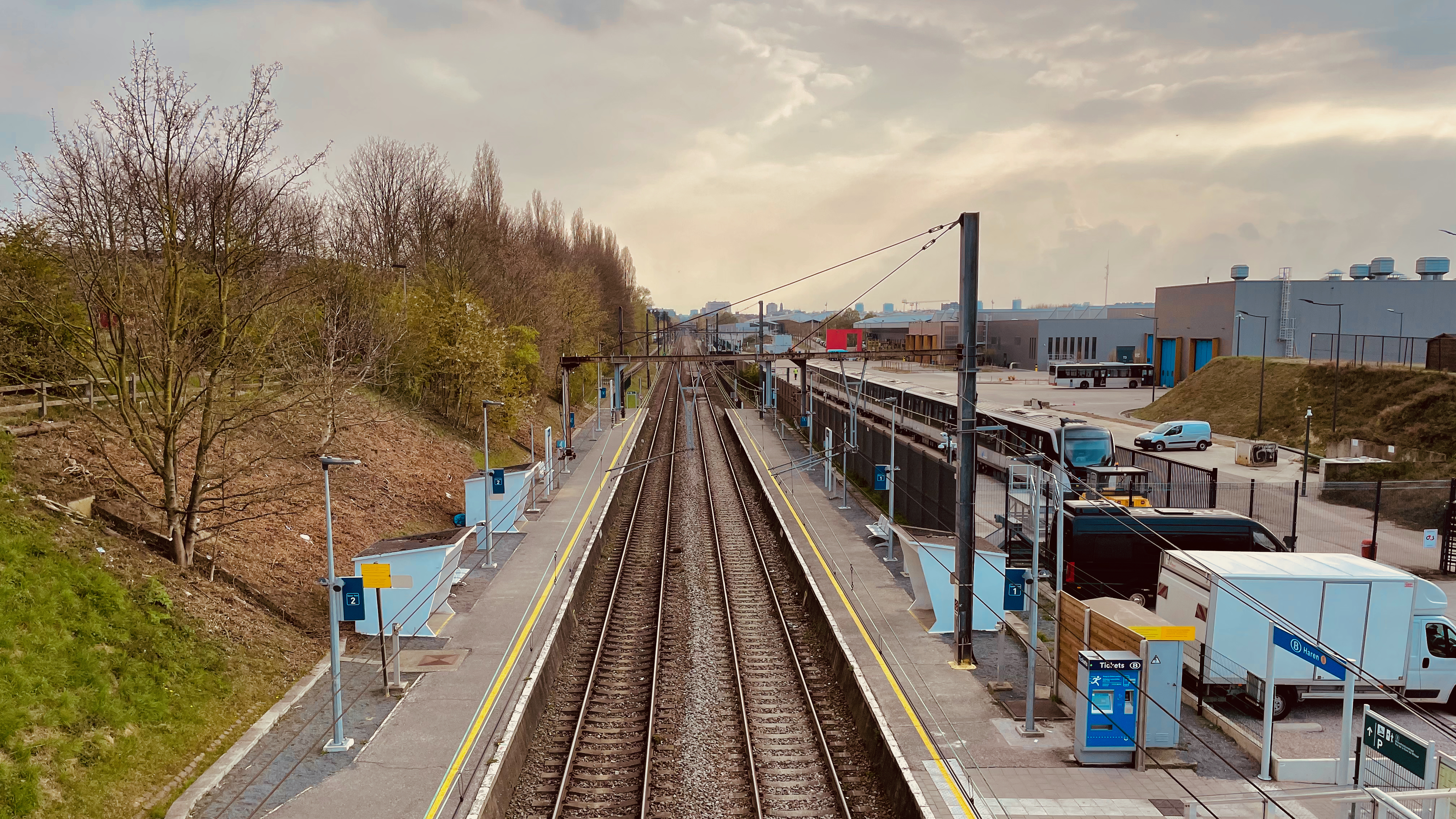
Zicht op de sporen

## Reizigerstellingen
De grafiek en tabel geven het gemiddeld aantal instappende reizigers weer op een week-, zater- en zondag.
| Tabel: aantal instappende reizigers station Haren | Tabel: aantal instappende reizigers station Haren | Tabel: aantal instappende reizigers station Haren | Tabel: aantal instappende reizigers station Haren |
|                                                   | Weekdag                                           | Zaterdag                                          | Zondag                                            |
| ------------------------------------------------- | ------------------------------------------------- | ------------------------------------------------- | ------------------------------------------------- |
| 1977                                              | -                                                 | -                                                 | -                                                 |
| 1978                                              | -                                                 | -                                                 | -                                                 |
| 1979                                              | -                                                 | -                                                 | -                                                 |
| 1980                                              | 97                                                | -                                                 | -                                                 |
| 1981                                              | 96                                                | -                                                 | -                                                 |
| 1982                                              | 81                                                | -                                                 | -                                                 |
| 1983                                              | 80                                                | -                                                 | -                                                 |
| 1984                                              | 64                                                | -                                                 | -                                                 |
| 1985                                              | 63                                                | -                                                 | -                                                 |
| 1986                                              | 44                                                | -                                                 | -                                                 |
| 1987                                              | 50                                                | -                                                 | -                                                 |
| 1988                                              | 52                                                | -                                                 | -                                                 |
| 1989                                              | 68                                                | -                                                 | -                                                 |
| 1990                                              | 42                                                | -                                                 | -                                                 |
| 1991                                              | 41                                                | -                                                 | -                                                 |
| 1992                                              | 56                                                | -                                                 | -                                                 |
| 1993                                              | 66                                                | -                                                 | -                                                 |
| 1994                                              | 99                                                | -                                                 | -                                                 |
| 1995                                              | 95                                                | -                                                 | -                                                 |
| 1996                                              | 137                                               | -                                                 | -                                                 |
| 1997                                              | 143                                               | -                                                 | -                                                 |
| 1998                                              | 178                                               | -                                                 | -                                                 |
| 1999                                              | 162                                               | -                                                 | -                                                 |
| 2000                                              | 222                                               | -                                                 | -                                                 |
| 2001                                              | 221                                               | -                                                 | -                                                 |
| 2002                                              | 211                                               | -                                                 | -                                                 |
| 2003                                              | 227                                               | -                                                 | -                                                 |
| 2004                                              | 336                                               | -                                                 | -                                                 |
| 2005                                              | 333                                               | -                                                 | -                                                 |
| 2006                                              | 299                                               | -                                                 | -                                                 |
| 2007                                              | 317                                               | -                                                 | -                                                 |
| 2008                                              | -                                                 | -                                                 | -                                                 |
| 2009                                              | 422                                               | -                                                 | -                                                 |
| 2010                                              | -                                                 | -                                                 | -                                                 |
| 2011                                              | -                                                 | -                                                 | -                                                 |
| 2012                                              | 249                                               | -                                                 | -                                                 |
| 2013                                              | 248                                               | -                                                 | -                                                 |
| 2014                                              | 258                                               | -                                                 | -                                                 |
| 2015                                              | 232                                               | -                                                 | -                                                 |
| 2016                                              | 210                                               | -                                                 | -                                                 |
| 2017                                              | 229                                               | -                                                 | -                                                 |
| 2018                                              | 251                                               | 28                                                | 16                                                |
| 2019                                              | 276                                               | 25                                                | 12                                                |
| 2020                                              | 174                                               | 28                                                | 22                                                |
| 2021                                              | -                                                 | -                                                 | -                                                 |
| 2022                                              | 277                                               | 70                                                | 31                                                |
| 2023                                              | 81                                                | 66                                                | 62                                                |
| 2024                                              | 186                                               | 57                                                | 56                                                |